# مایکل گابرینی پریرا
مایکل گابرینی پریرا (به پرتغالی: Michel Garbini Pereira) مدافع اهل برزیل است که در شهر Vitória و در تاریخ ۹ ژوئن ۱۹۸۱ به دنیا آمده‌است.
مایکل گابرینی پریرا در تیم‌های فوتبال اتلتیکو مینیرو سابقهٔ حضور دارد.